# 澧河
澧河，《水经注》里称之为醴水，《山海经》里称之为澧水，根据《清史稿》和之前文献记载，该河流发源于南阳雉县（今南召县），亦云，导源雉衡山，今发源于方城县四里店乡北部的柳村沟，流经古叶县北（今旧县乡）、舞阳县南上澧河店在漯河市西与沙河交汇，一同流入淮河。